# کانچ کی (فلوریدا)
کانچ کی (به انگلیسی: Conch Key) یک منطقهٔ مسکونی در ایالات متحده آمریکا است که در شهرستان مونرو، فلوریدا واقع شده‌است. کانچ کی ۱ متر بالاتر از سطح دریا واقع شده‌است.